# ناو فرانچسکو فروچو
ناو فرانچسکو فروچیو (به انگلیسی: Italian cruiser Francesco Ferruccio) یک کشتی است که طول آن ۱۱۱٫۸ متر (۳۶۶ فوت ۱۰ اینچ) می‌باشد. این کشتی در سال ۱۹۰۲ ساخته شد.